# 128323 Peterwolff
128323 Peterwolff è un asteroide della fascia principale. Scoperto nel 2004, presenta un'orbita caratterizzata da un semiasse maggiore pari a 2,1573133 UA e da un'eccentricità di 0,2105524, inclinata di 3,90807° rispetto all'eclittica.